# Vetevärmare

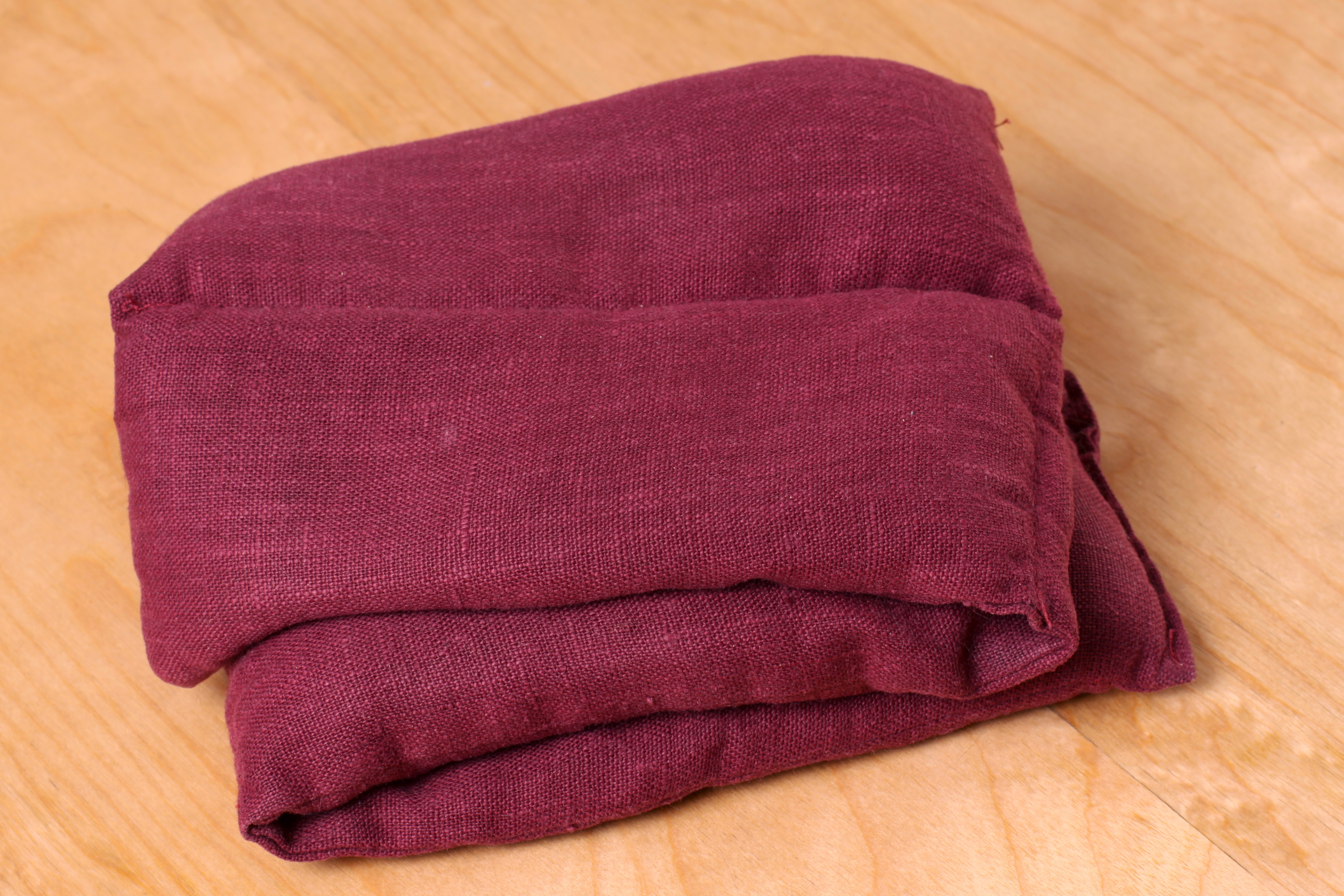
Vetevärmare.

En vetevärmare är en sorts värmekudde som kan värmas i mikrovågsugn. Kudden består av ett tygfodral samt ibland även en innerkudde. Den är, namnet till trots, inte fylld av vanligt vete, utan av bovete.

## Användning
Vetevärmaren placeras i mikron och värms i några minuter innan den placeras på önskad kroppsdel. Värmekudden kan exempelvis användas som sängvärmare eller för att få stela muskler att slappna av. Vetevärmaren kan även kylas i frys för att användas kall vid migrän eller huvudvärk.